# Le Pontet (Savoia)
Le Pontet és un municipi francès situat al departament de la Savoia i a la regió d'Alvèrnia-Roine-Alps. L'any 2007 tenia 118 habitants.

## Demografia

### Població
El 2007 la població de fet de Le Pontet era de 118 persones. Hi havia 46 famílies de les quals 12 eren unipersonals (4 homes vivint sols i 8 dones vivint soles), 15 parelles sense fills i 19 parelles amb fills.
La població ha evolucionat segons el següent gràfic:
Habitants censats

### Habitatges
El 2007 hi havia 132 habitatges, 47 eren l'habitatge principal de la família, 77 eren segones residències i 8 estaven desocupats. 130 eren cases i 2 eren apartaments. Dels 47 habitatges principals, 42 estaven ocupats pels seus propietaris, 3 estaven llogats i ocupats pels llogaters i 2 estaven cedits a títol gratuït; 3 tenien una cambra, 4 en tenien dues, 5 en tenien tres, 13 en tenien quatre i 22 en tenien cinc o més. 35 habitatges disposaven pel capbaix d'una plaça de pàrquing. A 24 habitatges hi havia un automòbil i a 21 n'hi havia dos o més.

### Piràmide de població
La piràmide de població per edats i sexe el 2009 era:
| Homes | Edats   | Dones |
| ----- | ------- | ----- |
| 0     | 95 o +  | 0     |
| 0     | 90 a 94 | 4     |
| 0     | 85 a 89 | 8     |
| 0     | 80 a 84 | 0     |
| 0     | 75 a 79 | 0     |
| 4     | 70 a 74 | 4     |
| 8     | 65 a 69 | 0     |
| 0     | 60 a 64 | 8     |
| 4     | 55 a 59 | 4     |
| 4     | 50 a 54 | 4     |
| 4     | 45 a 49 | 4     |
| 0     | 40 a 44 | 0     |
| 8     | 35 a 39 | 4     |
| 0     | 30 a 34 | 8     |
| 4     | 25 a 29 | 0     |
| 4     | 20 a 24 | 0     |
| 8     | 15 a 19 | 12    |
| 0     | 10 a 14 | 8     |
| 0     | 5 a 9   | 4     |
| 4     | 0 a 4   | 4     |

## Economia
El 2007 la població en edat de treballar era de 70 persones, 44 eren actives i 26 eren inactives. De les 44 persones actives 39 estaven ocupades (21 homes i 18 dones) i 5 estaven aturades (3 homes i 2 dones). De les 26 persones inactives 11 estaven jubilades, 7 estaven estudiant i 8 estaven classificades com a «altres inactius».
Activitats econòmiques
Dels 6 establiments que hi havia el 2007, 2 eren d'empreses de fabricació d'altres productes industrials, 1 d'una empresa de construcció, 1 d'una empresa de comerç i reparació d'automòbils, 1 d'una empresa d'hostatgeria i restauració i 1 d'una empresa classificada com a «altres activitats de serveis».
L'únic servei als particulars que hi havia el 2009 era una fusteria.
L'any 2000 a Le Pontet hi havia 8 explotacions agrícoles.

## Poblacions més properes
El següent diagrama mostra les poblacions més properes.